# Mitja Dragolič
Mitja Dragolič, slovenski dirigent in klarinetist, * 8. februar 1982, Postojna.

## Življenje in delo
Mitja Dragolič je svojo glasbeno pot začel kot klarinetist na Srednji glasbeni in baletni šoli v Ljubljani, pridobljeno znanje pa nadgradil s študijem na ljubljanski Akademiji za glasbo, kjer je leta 2005 pri profesorju Alojzu Zupanu diplomiral z odliko. Na Konservatoriju za glasbo v Maastrichtu na Nizozemskem je pri profesorju Janu Cobru leta 2014 končal študij dirigiranja. Leta 2016 pa je na Akademiji za glasbo v Ljubljani pridobil naziv magister znanosti.
Danes sodeluje s številnimi glasbeniki in glasbenimi zasedbami po Sloveniji in v tujini. Je predsednik strokovne komisije in član predsedstva Zveze slovenskih godb. Kot strokovni sodelavec je sodeloval pri projektu European Union Youth Wind Orchestra, ki vsako leto poteka v Luksemburgu, in na vsakoletnih poletnih taborih mladih glasbenikov Musica Creativa v Sloveniji. Je član številnih strokovnih komisij na državnih in mednarodnih tekmovanjih pihalnih orkestrov in komornih skupin.
Pod njegovim strokovnim vodstvom deluje Godba Cerknica, ki spada med najboljše tovrstne glasbene sestave pri nas. Vrsto let pa je vodil Pihalni orkester in Simfonični orkester Glasbene šole Grosuplje ter Big band Medicinske fakultete v Ljubljani. Z orkestri je v preteklosti na številnih državnih in mednarodnih tekmovanjih dosegal praviloma najvišja mesta.
Dirigiral je tudi Orkestru slovenske filharmonije, Simfoničnemu orkestru RTV Slovenija, Policijskemu orkestru in Orkestru Slovenske vojske, RBO – Rundfunk Blasorchester Leipzig, Louisville Winds – Wind Ensemble in Louisville, Kentucky (ZDA), Berne Symphonic Wind Orchestra (Švica), Banda de Lalín (Španija) in drugi.
Je tudi avtor prve in edinstvene zbirke tonskih, tehničnih vaj, lestvic ter skladb za klarinet v petih delih. Predstavljajo bistven element učenja igranja na klarinet; zajemajo lestvične, tonske in tehnične vaje ter skladbe.
Za izjemne dosežke na področju inštrumentalne glasbe pa mu je Javni sklad Republike Slovenije za kulturne dejavnosti v letu 2016 podelil Zlati znak. Občina Cerknica pa mu je 2017 podelila Srebrni Taborski znak za izjemne dosežke.
V letu 2022 je postal dirigent koncertnega Orkestra Slovenske vojske.